# Maclura
Maclura es un género con 40 especies de plantas de flores pertenecientes a la familia  Moraceae, difundidos desde el este de Asia, hasta África en el Oeste y Sudamérica en el Sureste.

## Especies seleccionadas
- Maclura affinis
- Maclura africana
- Maclura amboinensis
- Maclura andamanica
- Maclura aurantiaca
- Maclura brasiliensis
- Maclura calcar-galli
- Maclura chinensis
- Maclura chlorocarpa
- Maclura cochinchinensis
- Maclura pomifera
- Maclura tinctoria
- Maclura tricuspidata

## Sinónimos
- Cardiogyne [Bureau]
- Fusticus [Raf.]
- Ioxylon [Raf.]
- Plecospermum [Trécul]
- Vanieria [Lour.]